# Pexelizumab
Il pexelizumab è un anticorpo monoclonale umanizzato prodotto al fine di ridurre gli effetti collaterali delle procedure di bypass aorto-coronarico e di angioplastica in generale, oltre che di altri interventi di cardiochirurgia. Si tratta, più precisamente, di un frammento variabile a catena singola di un anticorpo monoclonale che ha per target la componente proteica 5 del sistema del complemento.
La casa farmaceutica Alexion, produttrice del pexelizumab, ha annunciato l'interruzione della produzione dell'anticorpo dopo aver osservato, durante la fase III di uno studio clinico dedicato, che la risposta infiammatoria nei pazienti colpiti da infarto miocardico acuto non è diversa da quella dei pazienti trattati con un placebo.